# Орлюк Олена Павлівна
Олена Павлівна Орлюк (нар. 1 серпня 1971, Київ) — директорка Українського національного офісу інтелектуальної власності та інновацій, (УКРНОІВІ, також відомий як ІР офіс), правознавиця, науковиця, визнана фахівчиня у сфері інтелектуальної власності, професорка кафедри інтелектуальної власності та інформаційного права КНУ імені Тараса Шевченка. Докторка юридичних наук, дійсний член (академік) Національної академії правових наук України, авторка та співавторка понад 270 наукових праць. Входить до 50 найвпливовіших людей світу у сфері інтелектуальної власності за 2023 рік (за версією фахового британського видання Managing IP).

## Життєпис
Народилася 1 серпня 1971 року в Києві в сім'ї інженерів.

### Освіта
Загальноосвітня середня школа № 95 м. Києва, загальна середня освіта з відзнакою (1988). 
Київський національний університет імені Тараса Шевченка, спеціальність «Правознавство», диплом спеціаліста з відзнакою (1995). 
Український державний університет науки і технологій (раніше – Національна металургійна академія України), освітньо-професійна програма «Інтелектуальна власність», диплом  магістра менеджменту з відзнакою (2021).
Закінчила трирічну програму підготовки національних тренерів з інтелектуальної власності (2023, під егідою Academy World Intellectual Property Organization). Проходила регіональні семінари та тренінги Всесвітньої організації інтелектуальної власності (ВОІВ, WIPO) з пошуку у базі патентних даних і розвитку центрів підтримки технологій та інновацій (2018, Київ), з медіації, традиційних знань (2019, Київ), «WIPO Seminar on Current Issues in Intellectual Property Rights» (2018, Geneva, Switzerland) тощо.
Пройшла міжнародну освітню програму «SEED Project 2015 – WIPO International Educational Program on Idea, Invention, Innovation and Intellectual Property» (World Intellectual Property Organization (WIPO), Korea International Cooperation Agency (КОІСА), the World Women Inventors & Entrepreneurs Association (WWIEA) (2015, Seoul, Republic of Korea). Пройшла навчання «Екзаменаційна мережа CIPA в Україні (CIPAEN-UA)» (2017, Київ).

### Професійна та викладацька діяльність
З 1988 по 1994 роки працювала на посадах із забезпечення навчального процесу юридичного факультету Київського державного університету імені Тараса Шевченка.
Протягом 1994–1996 років була помічником адвоката та юрисконсультом.
З 1996 року розпочала викладацьку діяльність на юридичному факультеті КНУ імені Тараса Шевченка, на посаді асистента, а з 2000 року – доцента кафедри конституційного та адміністративного права.
У 2003–2004 роках викладала на посаді доцента в Київському інституті права Національної юридичної академії імені Ярослава Мудрого. 
У 2004–2005 роках – заступник директора Науково-дослідного інституту інтелектуальної власності Академії правових наук України з наукової роботи, а в 2005 році стала директором Науково-дослідного інституту інтелектуальної власності НАПрН України, який очолювала до червня 2020 року. За цей час Інститут став провідним експертним закладом України у сфері інтелектуальної власності.
З 2005 року і до цього часу займається викладацькою діяльністю на засадах сумісництва. Обіймала посади професора кафедри конституційного та адміністративного права (2005–2010); професора кафедри адміністративного та фінансового права (2010–2011) КНУ імені Тараса Шевченка.
У 2013 році долучилася до відкриття магістерської програми з інтелектуальної власності в КНУ імені Тараса Шевченка та з 2013 року і до цього часу – професор кафедри інтелектуальної власності та інформаційного права в цьому університеті.
Під час поширення пандемії COVID-19 та з початком повномасштабної війни очолювала Навчально-науковий інститут права (в який був реорганізований юридичний факультет) Київського національного університету імені Тараса Шевченка. Стала першою жінкою-очільницею юридичного факультету з моменту відкриття факультету в університеті у 1835 році.
З серпня 2022 року Олена Орлюк очолює Український національний офіс інтелектуальної власності та інновацій.
В усіх очолюваних інституціях розбудовує політику доброчесності та нульової толерантності до корупції.

### Наукова діяльність

#### Науковий ступінь, вчене та академічне звання
У 1997 році захистила кандидатську дисертацію на тему «Кредитні спілки як ланка кредитної системи України», у 2004 році здобула науковий ступінь доктора юридичних наук, захистивши дисертацію на тему «Правові проблеми організації та діяльності банківської системи України».
У 2002 році отримала вчене звання доцента, у 2011 році – професора.
У 2008 році обрана членом-кореспондентом Національної академії правових наук України, а в 2017-у – дійсним членом (академіком) Національної академії правових наук України, ставши  наймолодшим академіком в Україні.
Розвивала в Україні наукову школу фінансового права та заснувала наукову школу права інтелектуальної власності. 

#### Наукові праці
Авторка та співавторка понад 270 наукових праць, серед яких:
- більш ніж 35 монографій (одноосібних і  колективних) та науково-практичних коментарів законодавства з питань інтелектуальної власності та інноваційної діяльності, цивільного, фінансового та банківського права;
- підручники «Фінансове право: Академічний курс» (2010), «Право інтелектуальної власності. Академічний курс» (2007), навчальних посібників з «Фінансового права» (2003), «Банківського права» (2005, 2007), «Основ інтелектуальної власності» (2016) тощо.

Долучалася до авторських колективів видань «Правова система України: історія, стан і перспективи: у 5 т. Т. 2. Конституційні засади правової системи України і проблеми її вдосконалення» (2008); «The legal system of Ukraine: history, state and prospects» in 5 volumes. V. 2 (2008); «Правова доктрина України: у 5 т. Т. 2: Публічно-правова доктрина» (2013); «Competition and Intellectual Property Law in Ukraine» (Springer, 2023).
Науковий редактор та співавтор «Фінансової енциклопедії» (2008), співавтор «Юридичної енциклопедії», а також численних наукових статей з питань інтелектуальної власності, інноваційної діяльності, освіти, публічних фінансів, зокрема статей у виданнях, включених до наукометричних баз Scopus, Web of Science (WOS).

#### Науково-редакційна робота
Протягом 2005–2022 років була головним редактором науково-практичного журналу «Теорія і практика інтелектуальної власності» (фахове юридичне видання), нині є членом редакційної колегії видання.
Член редакційних колегій (редакційних рад) фахових науково-практичних журналів «Науковий вісник Національного гірничого університету» (Scopus); «Юридична Україна»; «Медичне право».
Член наукової ради наукового юридичного журналу «Вісник Національної академії правових наук України». Член редакційних колегій журналу «Бюлетень законодавства і юридичної практики України» та загальнонаціональної правової газети «Юридичний вісник України». 
Протягом 2007–2009 років – головний редактор науково-практичного журналу «Фінансове право».

#### Науково-консультативна робота
З 2023 року – заступник голови Ради з інтелектуальної власності при Кабінеті Міністрів України, раніше – член цієї Ради (2018–2021). 
Долучалася до роботи науково-консультативних рад при голові Верховної Ради України (2021–2024); при Рахунковій палаті (з 2024 року), при Національній школі суддів України (з 2021 року), при Верховному Суді (2018–2022); при Верховному Суді України та Вищому господарському суді України (2012–2017). Була головою Науково-консультативної ради Державної служби інтелектуальної власності України (2010–2013), членом цієї ради (2013–2015). 
Залучалася на позаштатних засадах консультантом Уповноваженого Верховної Ради України з прав людини (1997–1998); Ради Національного банку України (2003–2004); комітетів Верховної Ради України: з питань фінансів та банківської діяльності (2000–2002); з питань правової політики (2002–2004); з питань науки і освіти (2004–2014).

### Експертна діяльність та законопроєктна робота
Залучалася експерткою до проєктів: PADCO в Україні з питань прав людини та діяльності кредитних спілок в Україні (2002–2003); ОБСЄ в Україні щодо прав людини та фінансової децентралізації (2003–2004); ПРООН в Україні з питань фінансового контролю та діяльності Рахункової палати України (2004–2005); EU «Інноваційна політика: Європейський досвід та рекомендація для України» щодо інноваційного розвитку України, прав інтелектуальної власності, фінансування наукової діяльності (2011–2012); ВБО «Всеукраїнська мережа ЛЖВ», під егідою ПРООН, з питань гармонізації прав інтелектуальної власності та свободи доступу до медичних препаратів (2015–2016 роки); EU «Support to Justice Sector Reforms in Ukraine» (2017); EU Agence Françaised’Expertise Technique Internationale в рамках проекту співробітництва між EPIC та ЄК, для розробки практичних завдань для кваліфікаційного відбору суддів Вищого спеціалізованого суду України з питань інтелектуальної власності (2018); БО «Всеукраїнська мережа людей, які живуть з ВІЛ/СНІД» з органами законодавчої та виконавчої влади стосовно змін до патентного законодавства та змін до законодавства в сфері прав людини (2019).
Виступала національним експертом за проєктом WIPO з питань прав людини на результати інтелектуальної діяльності, суспільного надбання та патентної інформації (2010–2011).
Член Міжнародної експертної ради в рамках проекту Технічної допомоги для підтримки створення та функціонування спеціалізованого суду з питань інтелектуальної власності в Україні за підтримки UK Joint Department for International Development and the Foreign Commonwealth Office Good Governance Fund, and the Queen Mary, University of London (2018–2020).
Брала участь у розробці проєктів Національної стратегії розвитку сфери інтелектуальної власності в Україні на 2020–2025 роки, Національної стратегії розвитку сфери інтелектуальної власності України до 2030 року.
З 2004 року активно залучалася до діяльності у понад 70 робочих групах із розробки проєктів законів та інших нормативно-правових актів з питань інтелектуальної власності, інноваційної діяльності, наукової та науково-технічної діяльності, вищої освіти, а також цивільного, фінансового, податкового законодавства. Долучалася до експертизи понад 130 проєктів законів та підзаконних нормативно-правових актів, до підготовки понад 10 інформаційно-аналітичних матеріалів та проєктів рішень парламентських та комітетських слухань з інтелектуальної власності, інноваційної діяльності, науки та освіти.
Виступала суддею Третейського суду при Торгово-промисловій палаті України, Київського третейського суду. Сертифікований медіатор.

### Просвітницька діяльність
Починаючи з 2004 року ініціювала та підтримувала відкриття освітніх магістерських програм з інтелектуальної власності в багатьох університетах України.
Протягом 2014–2017 років організовувала та проводила Літні школи з інтелектуальної власності на волонтерських засадах на базі Київського національного університету імені Тараса Шевченка, що сприяло поверненню WIPO у 2018 році до України для відновлення літніх IP шкіл. Ініціювала співпрацю WIPO з КНУ імені Тараса Шевченка, завдяки чому студенти брали участь у навчальних візитах до WIPO.
Як керівник НДІ інтелектуальної власності ініціювала та виступала співзасновником Науково-освітніх центрів з інтелектуальної власності в Київському національному університеті імені Тараса Шевченка, Національному технічному університеті «Харківський політехнічний інститут», Черкаському національному університеті імені Богдана Хмельницького на базі профільних кафедр з інтелектуальної власності.
Як очільниця УКРНОІВІ запустила з 2023 року активну просвітницьку діяльність з популяризації інтелектуальної власності та підвищення культури поваги до прав інтелектуальної власності. 
Ініціювала відновлення на базі УКРНОІВІ роботи ІР Академії в Україні, а також запуск Центру медіації та посередництва та Центру спостереження за порушеннями прав інтелектуальної власності.
Виступила ідеологом розвитку на базі IP офісу напряму підтримки інноваційної діяльності та розбудови інноваційної інфраструктури в України, запустивши наприкінці 2023 року діяльність National IP&Innovations Hub.

### Міжнародна діяльність
У березні 2023 року як директорка УКРНОІВІ у Варшаві (Польща) підписала Декларацію про наміри з патентними відомствами Польщі, Литви, Латвії та Естонії для посилення координації з європейськими партнерами в аспектах інтелектуальної власності.
Забезпечує активну співпрацю УКРНОІВІ зі Всесвітньою організацією інтелектуальної власності.
У липні 2023 року разом з командою УКРНОІВІ долучилися до 64-ї серії засідань Асамблей Всесвітньої організації інтелектуальної власності в Женеві. Ключові досягнення української делегації: 
- прийняття рішення ВОІВ[28] про подальшу допомогу Україні. Міжнародне бюро ВОІВ буде продовжувати надавати конкретну допомогу та підтримку Україні, як це зазначено в Розділі 7 «Висновки» «Звіту про допомогу та підтримку інноваційного й креативного секторів та системи інтелектуальної власності України»;
- продовження виконання українським ІР офісом функцій Міжнародного пошукового органу (МПО) та Органу міжнародної попередньої експертизи (ОМПЕ)[29];
- заклик України посилити ізоляцію рф у ВОІВ та IP сфері. Країни-члени засудили дії російської федерації, наголосили на підтримці України «стільки, скільки це буде потрібно».

Як очільниця УКРНОІВІ підписала Меморандуми про співпрацю з Відомством з інтелектуальної власності Європейського Союзу (EUIPO) та Європейським патентним відомством (EPO) (липень 2023 року). У жовтні 2023 року підписала Робочий план на 2024 та 2025 роки на виконання Меморандуму з EUIPO, що відбулося під час візиту до Києва делегації ЄС на чолі з виконавчим директором EUIPO Жоао Неграу.
У березні 2024 року доєдналася до офіційного запуску міжнародного проєкту EU4IP «Зміцнення прав інтелектуальної власності в Україні, Молдові та Грузії» у Молдові. Проєкт співпраці між EUIPO та національними відомствами інтелектуальної власності розрахований на чотири роки й фінансується Європейським Союзом.
У липні 2024 року разом з командою УКРНОІВІ брала участь у 65-й серії засідань Асамблей держав-членів ВОІВ. Ключові досягнення української делегації:
- прийнято рішення ВОІВ[28]:
  - про продовження тісної співпраці з Україною з метою забезпечення постійної підтримки та допомоги авторам, новаторам та членам ІР спільноти та зосередженні уваги на пом’якшенні негативних наслідків війни і відновленні інноваційної та креативної екосистеми в Україні, що принесе користь усім зацікавленим сторонам та зміцнить економіку країни;
  - про надання оновленої оцінки середньо- та довгострокового впливу війни на сектор та екосистему інновацій та креативності в Україні;
  - про вжиття заходів для забезпечення відповідності публікацій на ресурсах і платформах ВОІВ принципам суверенітету, незалежності та територіальної цілісності України в межах її міжнародно визнаних кордонів;
  - про представлення звіту про виконання цього рішення та інших відповідних заходів на Генасамблеї ВОІВ у 2025 році й надалі щорічно;
- порушено питання щодо факту привласнення рф географічного зазначення «Мелітопольська черешня»[37];

- підтримано ініціативи щодо генеративного штучного інтелекту;
- проголошено про подальше впровадження міжнародних практик з медіації, що сприятиме зміцненню системи захисту ІР прав в Україні тощо.

Під час проходження Асамблей підтверджено подальшу підтримку з боку EUIPO, EPO, INTA ІР системи України та національного відомства в умовах війни, що триває.

## Нагороди
- Нагороджена орденом княгині Ольги III ступеня (2018)[38], відзначена Грамотою Верховної Ради України «За заслуги перед українським народом» (2010, 2020),
- Лауреатка премії імені Ярослава Мудрого (2011).

## Сім'я
Одружена. Має доньку. 